# Хвальватн
Хвальватн (ісланд. Hvalvatn) — озеро в західній частині Ісландії, розташоване за декілька кіломеметрів на схід від Хвальфйордура та вулкану Хвальфелл.
Озеро розташоване на 378 метрах над рівнем моря, його глибина сягає 180 метрів, а площа складає 4,1 кв.кілометр.
Неподалік озера розміщений водоспад Ґлімур, другий за висотою в Ісландії.